# 王廣 (三國)
王廣（？—251年），字公淵，太原祁縣人，三國時曹魏太尉王淩之子，曾任職屯騎校尉。

## 生平
王廣有學問名聲，曾與傅嘏等人論才性，傅嘏論同、李豐論異、鍾會論合、王廣論離。蔣濟曾經評價王淩文武雙全，而他的兒子們更有過之。娶諸葛誕之女為妻。
嘉平元年（249年），司馬懿發動高平陵之變，司马氏掌握魏国大权，王淩與外甥兗州刺史令狐愚合謀要推舉楚王曹彪為帝，推翻司马氏。王淩也派人到洛陽聯絡王廣，王廣勸父親：「廢立大事，勿為禍先。」同年令狐愚病死。兩年後王淩欲舉事卻遭密報，王淩自殺身亡，參與者都被夷三族，王廣也被殺，死時四十餘歲。

## 軼事
《世說新語》賢媛篇寫，王廣娶諸葛誕的女兒，新婚第一次交談，王廣對新娘說：「新婦神色卑下，殊不似公休！」新娘回答：「大丈夫不能仿佛彥雲，而令婦人比蹤英傑！」(公休是諸葛誕的字，彥雲是王淩的字。)